# Гусев, Андрей Евгеньевич
Андрей Евгеньевич Гусев (род. 27 октября 1952, Москва) — российский писатель, прозаик, публицист и журналист. Председатель правления общественного фонда «Союз литераторов Москвы», главный редактор и соучредитель «Новой медицинской газеты».

## Биография
Андрей Гусев родился 27 октября 1952 года в Москве. Его родители были инженерами. В 1975 году окончил Московский инженерно-физический институт (с 2009 года — Национальный исследовательский ядерный университет «МИФИ»), специальность (квалификация) — инженер-физик. Впоследствии получил медицинское образование.
С 1975 по 1990 год работал инженером, старшим инженером, научным сотрудником в московских НИИ — СНИИП, Московский НИИ рентгено-радиологии, Всесоюзный научно-исследовательский и испытательный институт медицинской техники, Всесоюзный НИИ компьютерной томографии. Имеет 10 авторских свидетельств на изобретения, 23 опубликованные научные работы; один из его соавторов — лауреат Нобелевской премии по физике академик Александр Прохоров.
- С 1990 по 1991 год — корреспондент газеты «Московский комсомолец» («МК»)[3][4], был ведущим медицинской полосы «Рецепт»[5].
- С 1992 по 1993 год — специальный корреспондент «Российской газеты»[3][4], был ведущим полосы «Будьте здоровы»[6]; являлся заместителем главного редактора общественно-политической газеты «Ступени»[7].

В эти же годы имел место профессиональный конфликт и судебный спор с главным редактором «Московского комсомольца» П. Н. Гусевым, который освещался в прессе, а впоследствии стал сюжетом в художественной литературе.
- В 1994 году — главный редактор журнала «Автомаркетинг»[11], автор и ведущий программы на «Авторадио».
- С 1995 по 1997 год — редактор и ведущий программ в телерадиокомпании «Резонанс»[12][13](Останкино).
- В 2000 году — редактор в информационном агентстве «Интерфакс»[3][4].
- С 1993 года — главный редактор «Новой медицинской газеты»[14].
- С 2000 года — председатель правления общественного фонда «Союз литераторов Москвы»[15].

Живёт в Москве. Дважды был женат и дважды разведён; имеет двух дочерей. Хобби — пчеловодство.

## Литературное творчество
Первая публикация (рассказы «Билет в Америку», «Осень в начале марта» и др.) в сборнике «Билет в Америку» (Липецк, 1992). Первая книга — «Презентация» (Москва, 1993). Автор романов «Российская история», «Художник и эрос в формате супер», киноромана «С мандатом Хроноса», повестей «Господин сочинитель», «На краю Магеллановых облаков», «Повелитель пчёл», «Сто лет со дня рождения» и др.
Представитель нонконформистской, разоблачительной публицистики. Его внешне вежливый стиль изложения таит шокирующую гиперболизацию, сложную метафорику, использование парадоксальных жизненных аналогий и провокационных ассоциативных ходов.
Что же касается его художественной прозы, то поначалу она может озадачить читателя: неожиданные поступки героев, абсурдные ситуации, разве так бывает в жизни? Но, поразмыслив, вдумчивый читатель вправе сказать: это серьёзный разговор на серьёзные темы, позволяющий исследовать наше нынешнее бытие.

## Некоторые публицистические статьи
1. Чернобыль is forever, Московский комсомолец, 25 апреля 1990 г.
2. В «живой» очереди за правосудием, Московский комсомолец, 24 мая 1990 г.
3. Отечество рассудит, Московский комсомолец, 11 декабря 1990 г.
4. Антигерой, Московский комсомолец, 6 февраля 1991 г.
5. Доллары от ВААП, Московский комсомолец, 7 мая 1991 г.
6. Зомби, Московский комсомолец, 28 мая 1991 г.
7. Вялотекущее выздоровление, Российская газета, 13 января 1992 г.
8. Мне нравится писать книги, Российская газета, 28 января 1992 г.
9. Последняя жертва Иосифа Виссарионовича, Российская газета, 6 мая и 8 октября 1992 г.
10. Без «плана» и огненной воды, Российская газета, 19 июня 1992 г.
11. У разбитого корыта, русский деловой журнал «Ятъ», № 10, 1999 г.
12. Съесть-то он съест, русский деловой журнал «Ятъ», № 11, 2001 г.
13. Операция по поводу смерти, «Новая медицинская газета», 2002 г.
14. Лики правосудия: двадцать лет наблюдений, Литсовет, 2010 г.
15. Какими были ушедшие нулевые (ч.1 и 2), ШколаЖизни.ру, 2011 г.
16. Какой он, современный литклассик? Эдуарду Лимонову исполняется 70 лет, «Эхо Москвы», 21 февраля 2013 г.
17. Чем закончится эпоха Путина, «Эхо Москвы», 11 июня 2013 г.
18. Кто создал русского Швейка?, «Эхо Москвы», 26 сентября 2013 г.
19. Андрей Гусев в «Журнальном зале»

## Образ в художественной литературе
Послужил прототипом
одного из главных персонажей — Андрея Лебедева, журналиста газеты «Московский богомолец» — в романе «Журналюги» московского писателя Сергея Амана. В романе того же автора «Всё будет хорошо – мы все умрём» изображён под собственным именем, как журналист Андрей Гусев.